# I·PARK1
I·PARK1（綜合廢物管理設施第1期，坊間稱石鼓洲焚化爐）是香港首座現代化垃圾焚燒發電設施，採用「轉廢為能」技術處理都市固體廢物。該設施位於石鼓洲旁人工島，佔地16公頃，由環境保護署主導興建，預計於2025年投入運作，每日可處理3,000公噸廢物，佔全港每日都市固體廢物量約27%。
作為香港《資源循環藍圖2035》關鍵基建，I·PARK1採用活動爐排焚化技術，焚化過程維持攝氏850度以上高溫確保完全燃燒，並配備煙氣處理系統以符合嚴格排放標準。設施透過焚化熱能發電，除滿足自身運作需求外，每年可向電網輸出約4.8億度剩餘電力，相當於十萬戶家庭年用電量。
該項目採用「組裝合成建築法」，主要機電組件於珠海預製後海運至石鼓洲組裝，其中單個鍋爐組件重達6,000公噸，創下香港大型組件水運紀錄。配套設施包括200公噸容量的機械分類回收示範廠、海水化淡及污水處理系統，實現零污水排放。
I·PARK1與規劃中的屯門曾咀I·PARK2將共同處理每日9,000公噸廢物，推動香港於2035年達致「零廢堆填」目標。環保署強調焚化設施與減廢回收政策並行，包括擴展綠在區區回收網絡及實施都市固體廢物收費等措施。